# Psarskie (powiat szamotulski)
Psarskie – wieś sołecka w Polsce położona w województwie wielkopolskim, w powiecie szamotulskim, w gminie Pniewy na południowym brzegu Jeziora Psarskiego. Miejscowość oddalona jest 20 km na południowy zachód od Szamotuł.

## Historia
Miejscowość po raz pierwszy wzmiankowana w 1386 r. Stanowiła wtedy własność Nałęczów. Parafia wymieniona została w dokumencie z 1404 r.
W centrum wsi wznosi się późnogotycki kościół pw. Wniebowzięcia Najświętszej Maryi Panny zbudowany po 1462 r. z fundacji Zajączkowskich. W latach 1557–1585 znajdował się w rękach innowierców. Przebudowany w 1784 r., posiada kwadratową wieżę nadbudowaną około 1840 r. o attykę ze sterczynami i hełm ostrosłupowy. Uwagę zwracają trzy późnogotyckie portale z końca XV w. Wewnątrz podziwiać można gotyckie sklepienie gwiaździste i wyposażenie późnobarokowe z około 1784 r. W zakrystii i kruchcie występuje sklepienie kolebkowe z lunetami. Na uwagę zasługuje stiukowy nagrobek Rafała Bnińskiego (zm. 1770 r.), zwieńczony figurą Chronosa z trumną i strzaskanymi kolumnami.

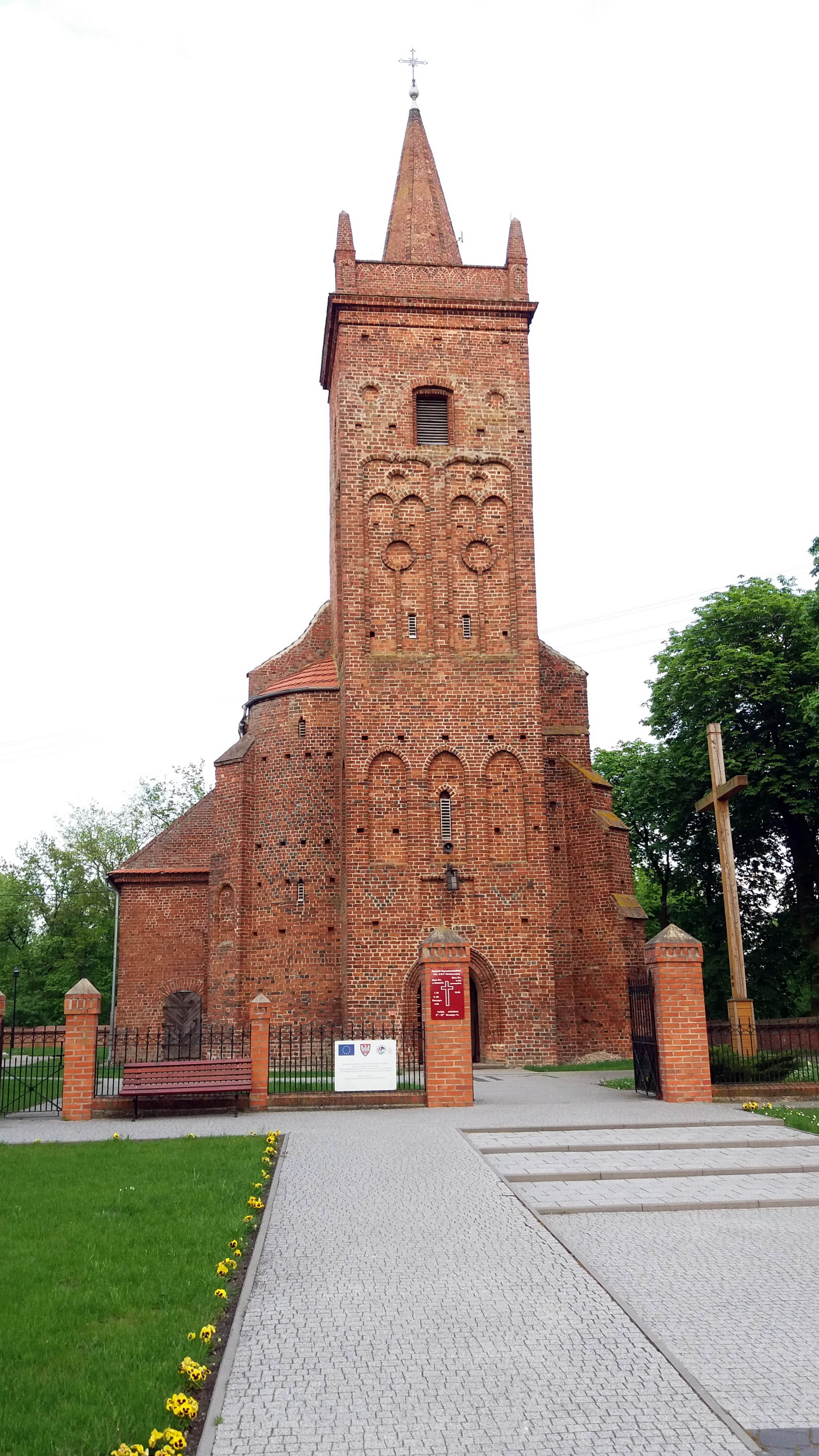
Kościół pw. Najświętszej Maryi Panny Wniebowziętej

W latach 1975–1998 miejscowość należała administracyjnie do województwa poznańskiego.
Pałac neogotycki z początku XIX w., kilkakrotnie przebudowywany i rozbudowywany, zatracił całkowicie cechy stylowe. W okresie międzywojennym zgromadzone były w nim zbiory artystyczne i galeria obrazów. Z zabudowań gospodarczych zwracają uwagę chlewnia i obora z 1894 r.
Przy kościele znajduje się park z końca XIX w., a w nim okazy dębów o obw. 320-483 cm, lipy o obw. 384 cm i 432 cm oraz jesion o obw. 330 cm.
W Psarskiem w 1949 r. powstała jedna z pierwszych siedmiu spółdzielni produkcyjnych w Wielkopolsce.

## Urodzeni w Psarskiem
- Wincenty Głębocki – polski ksiądz katolicki, pedagog, wikariusz[6].
- Jan Laskowski – polski ksiądz katolicki, duchowy przywódca strajku dzieci wrzesińskich, powstaniec wielkopolski[7].